# Albert Hahn jr.

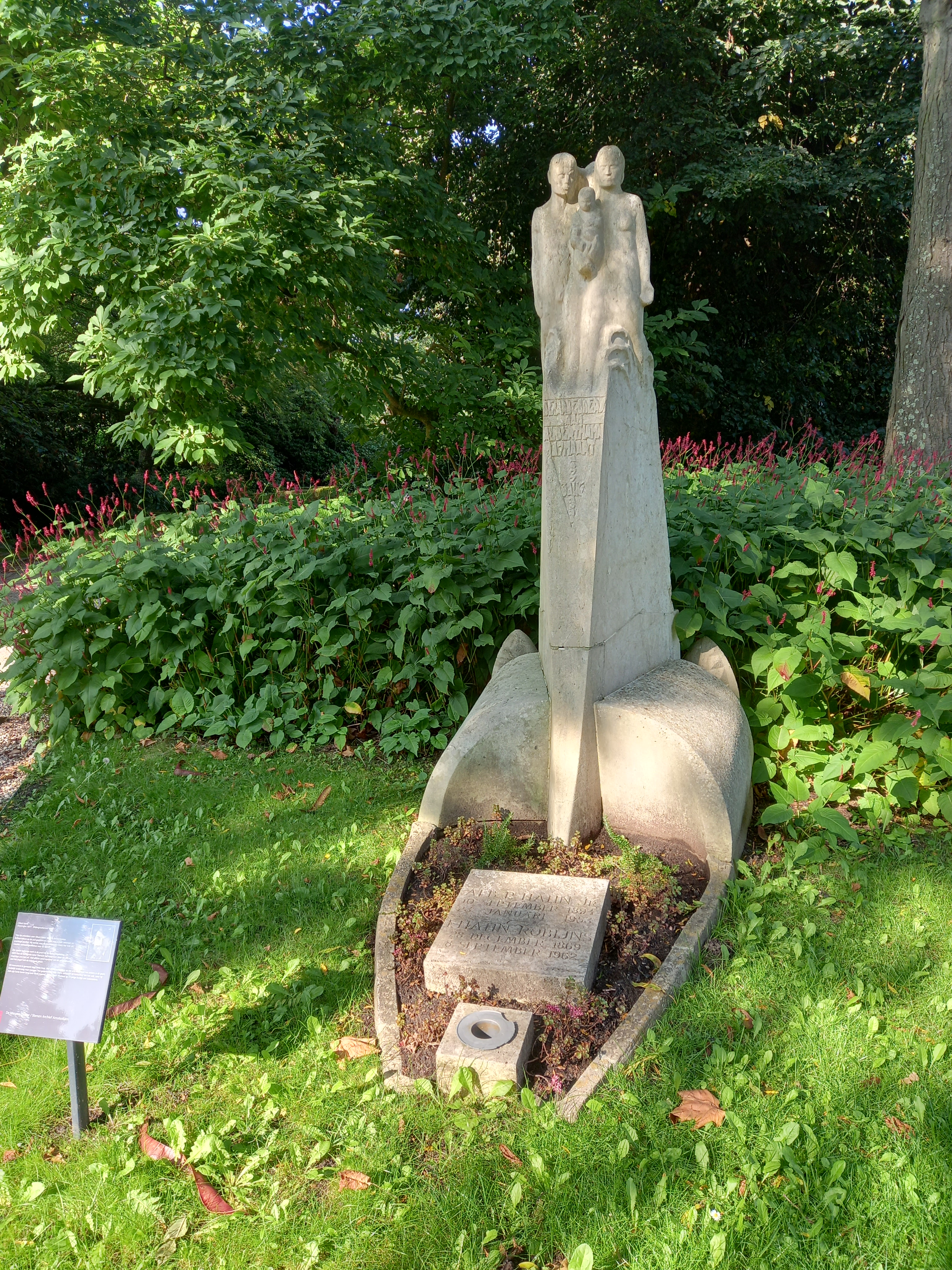
Het graf van Albert Hahn jr. op De Nieuwe Ooster

Albert Hahn jr. (echte naam Albert Pieter Dijkman) (Amsterdam, 10 september 1894 -  aldaar, 23 januari 1953) was een Nederlands tekenaar van politieke prenten, illustrator en boekbandontwerper.

## Biografie
Hij was de zoon van Albert Pieter Dijkman en Iemkje Robijns, die in 1911 na haar scheiding huwde met Albert Hahn (Sr.). Op 20 mei 1922 werd de geslachtsnaam Dijkman gewijzigd in Hahn Dijkman. Albert Hahn jr. gebruikte ook wel als pseudoniem: A. Poussin en signeerde met H.Jr., Hahn Jr. en A. Poussin. Poussin is het Franse woord voor kuiken. En omdat Hahn Jr. de zoon was van Hahn Sr. (uitgesproken als haan) noemde hij zich Poussin (kuiken).

## Opleiding en loopbaan

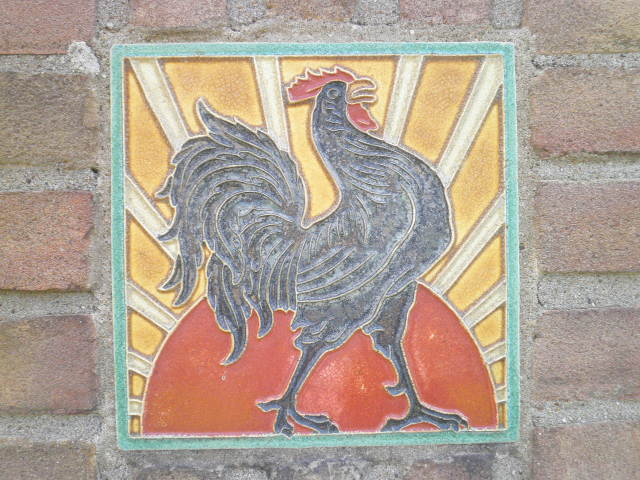
Haan in elektriciteitshuisje Oosterblokker (ontwerp Lambert Bodart en Albert Hahn jr.)

Zijn opleiding ontving Hahn Jr. aan de Kunstnijverheidsschool Quellinus in Amsterdam, maar ook bij zijn stiefvader stak hij veel kennis op. In het bezit van de Middelbaar Onderwijsakte decoratief tekenen (1914) en later ook rechtlijnig tekenen (1916), was hij van 1914 tot 1948 leraar tekenen, onder meer aan de muloschool en de Industrieschool van de Maatschappij voor de Werkende Stand, later een Middelbare Technische School.

## Politiek tekenaar
Hahn Jr. werd op 15 september 1912  lid van de SDAP. Onder pseudoniem  A. Poussin tekende hij in 1915 voor De Nieuwe Amsterdammer en De Notenkraker en illustreerde hij kinderboeken. Na de dood van Hahn Sr. werd Albert Hahn Jr. vaste medewerker van De Notenkraker tot  1936. Voor De Notenkraker maakte hij circa duizend politieke prenten. Hij maakte een aantal affiches voor de SDAP, het NVV en andere organisaties, evenals kalenders en omslagen van jaarboekjes en brochures. Hij ontwierp ook een aantal ex-libris.

## Boekverzorger
Het aantal boeken waarvoor hij illustraties en boekband verzorgde is zeer groot. Daarbij zijn onder andere: Charles de Coster, Tijl Uilenspiegel (1927), Selma Lagerlöf, Christuslegenden (1929), Cervantes, Don Quichotte (1931) en René de Clercq, De Historie van Doctor Johannes Faustus (1931). Hahn Jr. stelde ook het boekje Troelstra in de karikatuur (Amsterdam 1920) samen en Prenten van Albert Hahn sr. (Amsterdam 1928) en Schoonheid en Samenleving (Amsterdam 1929). Verder schreef hij het boekje Caricatuur (Amsterdam 1935).

## Aanwezig in archieven
- Collectie A. Hahn Jr. in Gemeentearchief Amsterdam
- Collectie A. Hahn Jr. in het IISG (Amsterdam)
- Collectie A. Hahn Jr. in het Nederlands Persmuseum (Amsterdam)